# Халокуяха (приток Пякупура)
Халокуяха (устар. Халоку-Яха) — река в России, протекает по Пуровскому району Ямало-Ненецкого АО. Устье реки находится в 160 км по левому берегу реки Пякупур. Длина реки составляет 21 км.
Имеется левый приток — река Халокутаркаяха.
У устья находится дачный посёлок.

## Данные водного реестра
По данным государственного водного реестра России относится к Нижнеобскому бассейновому округу, водохозяйственный участок реки — Пур, речной подбассейн реки — подбассейн отсутствует. Речной бассейн реки — Пур.
Код объекта в государственном водном реестре — 15040000112115300055776.